# David Crosby
David Van Cortlandt Crosby (14 tháng 8 năm 1941 – 18 tháng 1 năm 2023
) là nhạc sĩ, nghệ sĩ guitar và ca sĩ người Mỹ. Ngoài sự nghiệp solo, ông còn là thành viên sáng lập của các ban nhạc The Byrds, Crosby, Stills & Nash (sau này có thêm Neil Young để trở thành Crosby, Stills, Nash and Young) và nhóm CPR.
Ông là tác giả các ca khúc "Lady Friend", "Why", "Eight Miles High" cùng The Byrds và "Guinnevere", "Wooden Ships", "Shadow Captain", "In My Dreams" cùng Crosby, Stills & Nash. Ông cũng là người viết nên ca khúc "Almost Cut My Hair" và ca khúc chủ đề "Déjà Vu" cho album cùng tên năm 1970 của Crosby, Stills, Nash & Young. Ông được biết đến nhiều với cách chỉnh âm đa dạng và âm hưởng nhạc jazz trong các sáng tác của mình.
Crosby từng 2 lần có tên tại Đại sảnh Danh vọng Rock and Roll: một lần cùng The Byrds, và một lần khác cùng Crosby, Stills & Nash. Có tới 5 album của ông được lựa chọn vào danh sách "500 album vĩ đại nhất (danh sách của Rolling Stone)" của tạp chí Rolling Stone (trong đó 3 cùng The Byrds và 2 cùng CSNY). Ông cũng được coi là một trong những biểu tượng của phong trào phản văn hóa thập niên 1960.
Ông qua đời vì COVID-19 tại Santa Ynez, California vào ngày 18 tháng 1 năm 2023. Vào ngày 23 tháng 1, vợ cũ của Stephen Stills là Véronique Sanson xuất hiện trên truyền hình Pháp và tuyên bố rằng Ông đã qua đời trong giấc ngủ vì biến chứng của COVID-19. "Ông đang ở ngày thứ năm, đi chợp mắt và không bao giờ tỉnh lại nữa." Con trai của bà, Chris Stills, sẽ thực hiện một chuyến lưu diễn với Crosby vào tháng Hai.